# Mongolia na Mistrzostwach Świata w Lekkoatletyce 2011
Mongolia na Mistrzostwach Świata w Lekkoatletyce 2011 była reprezentowana przez 2 zawodników – 1 kobietę i 1 mężczyznę.

## Wyniki reprezentantów Mongolii

### Mężczyźni

#### Konkurencje biegowe
| Konkurencja | Zawodnik           | Finał    | Finał   |
| Konkurencja | Zawodnik           | Rezultat | Pozycja |
| ----------- | ------------------ | -------- | ------- |
| Maraton     | Bat-Ocziryn Ser-Od | 2:16:41  | 20      |

### Kobiety

#### Konkurencje biegowe
| Konkurencja | Zawodniczka                  | Finał    | Finał   |
| Konkurencja | Zawodniczka                  | Rezultat | Pozycja |
| ----------- | ---------------------------- | -------- | ------- |
| Maraton     | Luwsanlchündegijn Otgonbajar | 2:45:58  | 39      |